# Лагув (Келецкий повет)
Лагув (пол. Łagów) — сельская гмина (волость) в Келецком повете, Свентокшиского воеводства Польши. Население — 6910 человек (на 2016 год).

## Демография
| Перепись | Всего   | Всего | Женщины | Женщины | Мужчины | Мужчины |
| -------- | ------- | ----- | ------- | ------- | ------- | ------- |
| Единицы  | человек | %     | человек | %       | человек | %       |
| 2004     | 6973    | 100   | 3421    | 49,1    | 3552    | 50,9    |
| 2016     | 6910    | 100   | 3525    | 51      | 3385    | 49      |

## Соседние гмины
1. Гмина Белины
2. Гмина Бадковице
3. Гмина Далешице
4. Гмина Иваниска
5. Гмина Нова-Слупя
6. Гмина Ракув
7. Гмина Васнюв